# Eber Caicedo
Eber Caicedo (n. Guayaquil, Ecuador; 3 de mayo de 1991) es un futbolista ecuatoriano. Juega de delantero y su equipo actual es Libertad Fútbol Club de la Serie A de Ecuador.

## Trayectoria
Eber realiza las divisiones formativas en el Club Sport Emelec para después formar parte de los jugadores juveniles del proyecto del empresario Michael Deller en el club Club Social y Deportivo Independiente de Sangolquí. El 7 de abril de 2012, Eber viaja a Montenegro para probar suerte en el club F. K. Mladost de Podgorica. Sus condiciones futbolísticas y buen porte físico hacen que el club 'montenegrino' lo firme para la siguiente temporada.
Luego de un paso por el Club Deportivo El Nacional en su retorno al país, ficha por el Club Sport Norte América en 2014, en 2015 juega en el Manta Fútbol Club, la temporada 2018 llega a Liga de Loja y en el 2019 ficha por el Orense Sporting Club de Machala.
En 2022 fue anunciado como refuerzo de Real Tomayapo de la División Profesional de Bolivia.
En febrero de 2023 regresó a El Nacional tras su paso por el fútbol boliviano.

## Clubes
Actualizado al último partido jugado el 16 de agosto de 2025.
| Club                    | País          | Año           | Partidos | Goles |
| ----------------------- | ------------- | ------------- | -------- | ----- |
| Independiente del Valle | Ecuador       | 2009 - 2010   | 1        | 0     |
| Norte América           | Ecuador       | 2011          | 19       | 17    |
| Titograd Podgorica      | Montenegro    | 2012          | 31       | 3     |
| Técnico Universitario   | Ecuador       | 2013          | 1        | 0     |
| El Nacional             | Ecuador       | 2013          | 6        | 0     |
| Deportivo Azogues       | Ecuador       | 2014          | 8        | 0     |
| Manta F. C.             | Ecuador       | 2015 - 2017   | 4        | 3     |
| Liga de Loja            | Ecuador       | 2018          | 9        | 4     |
| Orense                  | Ecuador       | 2019          | 25       | 4     |
| 9 de Octubre F. C.      | Ecuador       | 2020          | 12       | 2     |
| Luis Ángel Firpo        | El Salvador   | 2021          | 17       | 5     |
| Chacaritas F. C.        | Ecuador       | 2021          | 7        | 1     |
| Real Tomayapo           | Bolivia       | 2022          | 31       | 7     |
| El Nacional             | Ecuador       | 2023          | 10       | 2     |
| C. D. Platense          | El Salvador   | 2024          | 18       | 5     |
| Libertad F. C.          | Ecuador       | 2024-act.     | 29       | 11    |
| Total carrera           | Total carrera | Total carrera | 228      | 64    |

## Palmarés

### Campeonatos nacionales
| Título             | Club                    | Año  |
| ------------------ | ----------------------- | ---- |
| Serie B de Ecuador | Independiente del Valle | 2009 |
| Serie B de Ecuador | Orense                  | 2019 |
| Serie B de Ecuador | 9 de Octubre F. C.      | 2020 |